# ドラキュラフィッシュ
ドラキュラフィッシュ(Danionella dracula )は、コイ科ダニオ属の熱帯魚である。ミャンマー原産の淡水魚で、ゼブラフィッシュの近縁である。名前はドラキュラ伯爵に由来し、オスはアゴ骨から牙のように見える骨が突き出していることからである（吸血するわけではない）。オスはこの牙を使って、他のオスと戦っている様子が観察されている。
2007年4月に水族館用としてイギリスに引き渡された魚の中から発見された。ドラキュラフィッシュはこれまで、ミャンマー北部のMogaungとTanaiの間に位置するSha Du Zupの小川でしか見つかっていない。無色で小型の種で、成長しても体長17mm程度にしかならない。長細い体に大きな頭と目を持つ。鱗はなく、上半分はアゴで占められている。体の大部分は軟骨で構成されており、ゼブラフィッシュよりも骨の数が44個少ない。体は半透明で、一見すると幼体のように見える。餌は分かっていないが、小エビの幼体や線虫、死んだ魚の体の一部等を食べていると考えられている。近縁種は小さな甲殻類や無脊椎動物を食べていることが知られている。
ドラキュラフィッシュの祖先は約5000万年前に歯を喪失したが、約3000万年前から歯の位置に骨が置き換わるように再進化してきたと考えられている。性的二型で、メスは目立つ牙は持たない。体が完全に発達する前から性的には成熟するが、これは若い魚の方が繁殖の可能性が高いからではないかと考えられている。ブラム・ストーカーの生み出したドラキュラにちなんで命名した魚類学者Ralf Britzは、ドラキュラフィッシュは「ここ数十年で発見された最も奇妙な脊椎動物である」と述べている。